# 曾巩
曾巩（1019年9月30日—1083年4月30日），字子固，建昌南丰（今江西南丰）人，北宋散文家，被誉为“唐宋八大家”之一。

## 生平
宋天禧三年（1019年），八月二十五生於江西南豐一個官宦人家，十二歲作《六論》一篇，為當時所推祟。十六歲即篤志為古文。
十八歲隨父曾易占遷移至玉山縣（在江西境內），周遊當地，寫成了《遊信州玉山小岩記》，內容主要是記述玉山縣的地貌，包括溶洞、岩石等等。二十歲時，上書歐陽修並獻《時務策》，得其賞識，成為歐陽修的學生，並稱“歐曾”。自此名揚天下，而且曾鞏同當時的重臣范仲淹等人皆有書信的來往。尚未當官，就已經參與時政討論。

## 仕途
慶曆二年（1042年），曾鞏時年廿五歲，第一次參加進士考試，卻落榜了，但此次落選，實出乎歐陽修的意外，不過，就當時的風氣而言，曾鞏未中進士，倒也在情理之中。當時流行的是帶有四六文風的文字，而曾鞏擅長古文化的策論。由於家貧，曾落榜後，無法在京城逗留。臨行前，歐陽修寫了篇《送曾鞏秀才序》，鼓勵並稱讚他，為他送行。
嘉佑二年(1057年)，曾鞏卅九歲進士及第，历任太平州司法参军、馆阁校勘、越州通判，济州、福州知州。後受宋神宗邀請，到京師擔任中書舍人，進行編修史書工作。曾鞏参与了整理并校勘《梁书》、《陈书》、《南齐书》、《列女传》、《战国策》、《说苑》等书，寫有“敘錄”。著有《元丰类稿》、《续元丰类稿》、《外集》等。代表作为《墨池记》。其文风细，笔墨犀利。
元豐五年，拜中書舍人。
元豐六年（1083年），因母喪免官，四月十一日卒于江寧府。理宗時追諡「文定」。

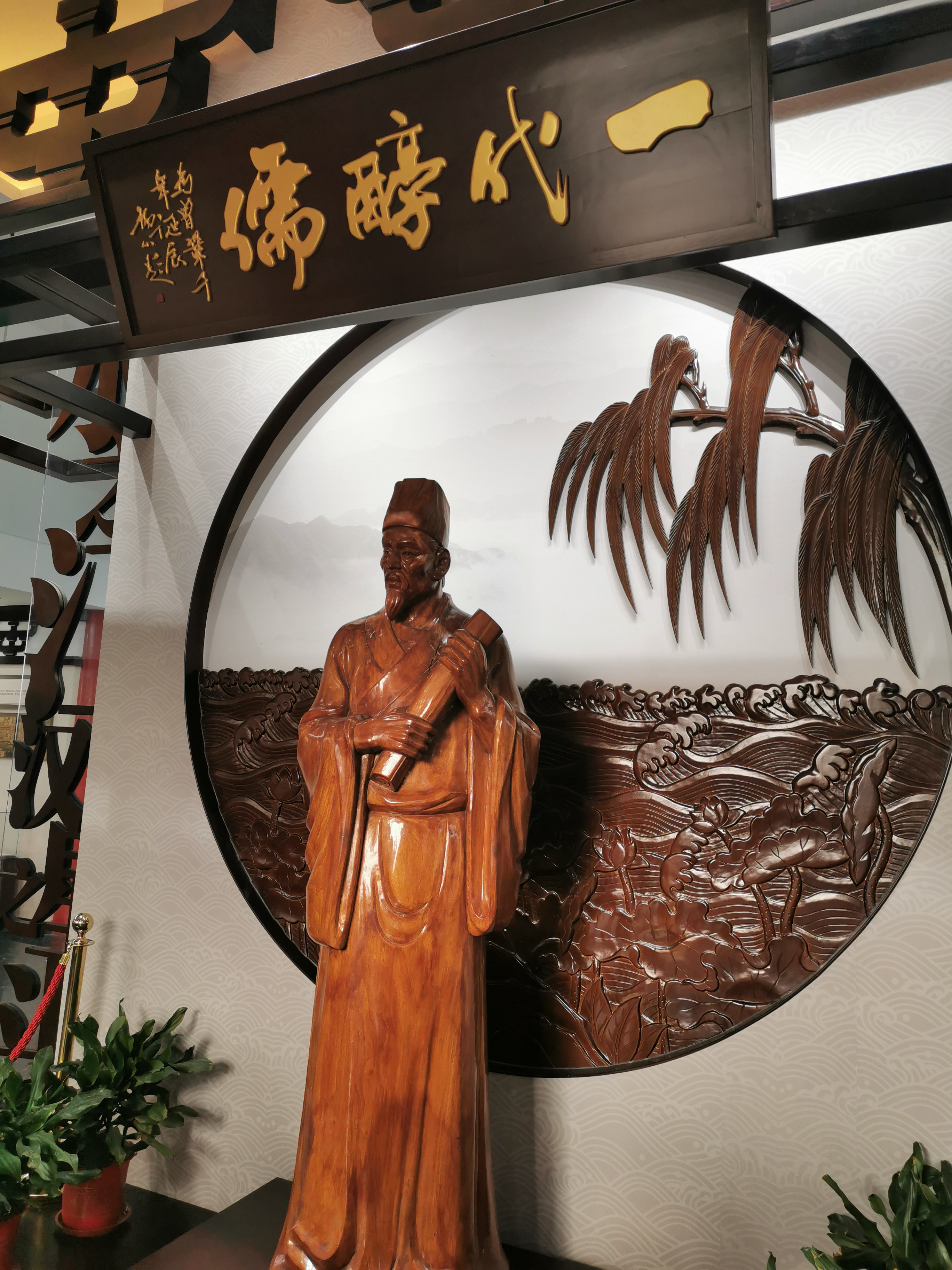
济南大明湖公园南丰祠供奉的曾巩塑像

## 軼聞
嘉佑二年（1057年）進士的省試（由禮部舉行）時，身為點檢試卷官（初步評定試卷等次的考官）的梅聖俞發現了蘇軾寫的《刑賞忠厚之至論》驚為天人，並推薦此卷給主考官歐陽修批閱。據傳歐陽修頗驚其才，但是試卷糊名，歐陽修認為很有可能是弟子曾鞏所寫（實際為蘇軾所寫），於是將此卷取為第二，將原本第二名的卷子取為第一。欧阳修对梅尧臣说：「取讀軾書，快哉！快哉！老夫當避此人，讓出一頭地矣」的感嘆。這也是成語「出人頭地」的由來。
此说法出于苏辙为苏轼撰写的墓誌铭，流传甚广，甚至误传成欧阳修有意录苏轼为状元，因误认为是曾巩，为了避嫌改为榜眼；但實際上当时的考试有策、论、赋、帖经/墨义等四场，苏轼仅在「論」試的获得第二、「義」試獲得第一，而在這之後的殿試中乙科，并不是當年的榜眼。
嘉佑二年的状元是章惇的侄子章衡，而章惇羞于落后年长自己的侄子，坚辞进士及第，选择嘉佑四年重考，终得一甲第五名。當年該科的狀元是章衡、榜眼是竇卞、探花是羅愷等三人。
有一說苏轼与曾巩的文风差异较大，欧阳修不太可能认错。王安石評論過：“曾子文章世稀有，水之江漢星之斗”。

## 文风

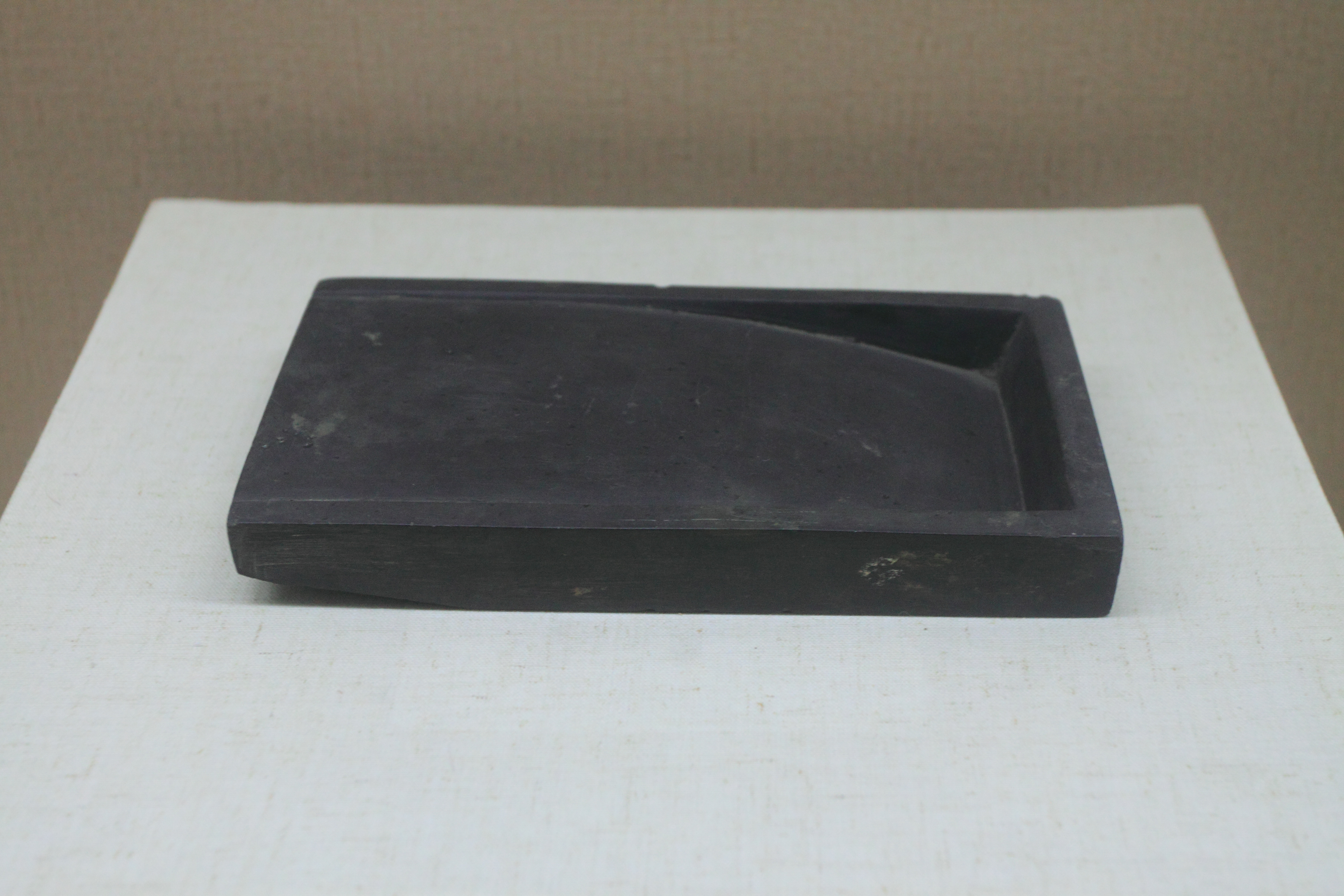
抄手砚，宋，1970年南丰县莱溪公社曾巩墓出土

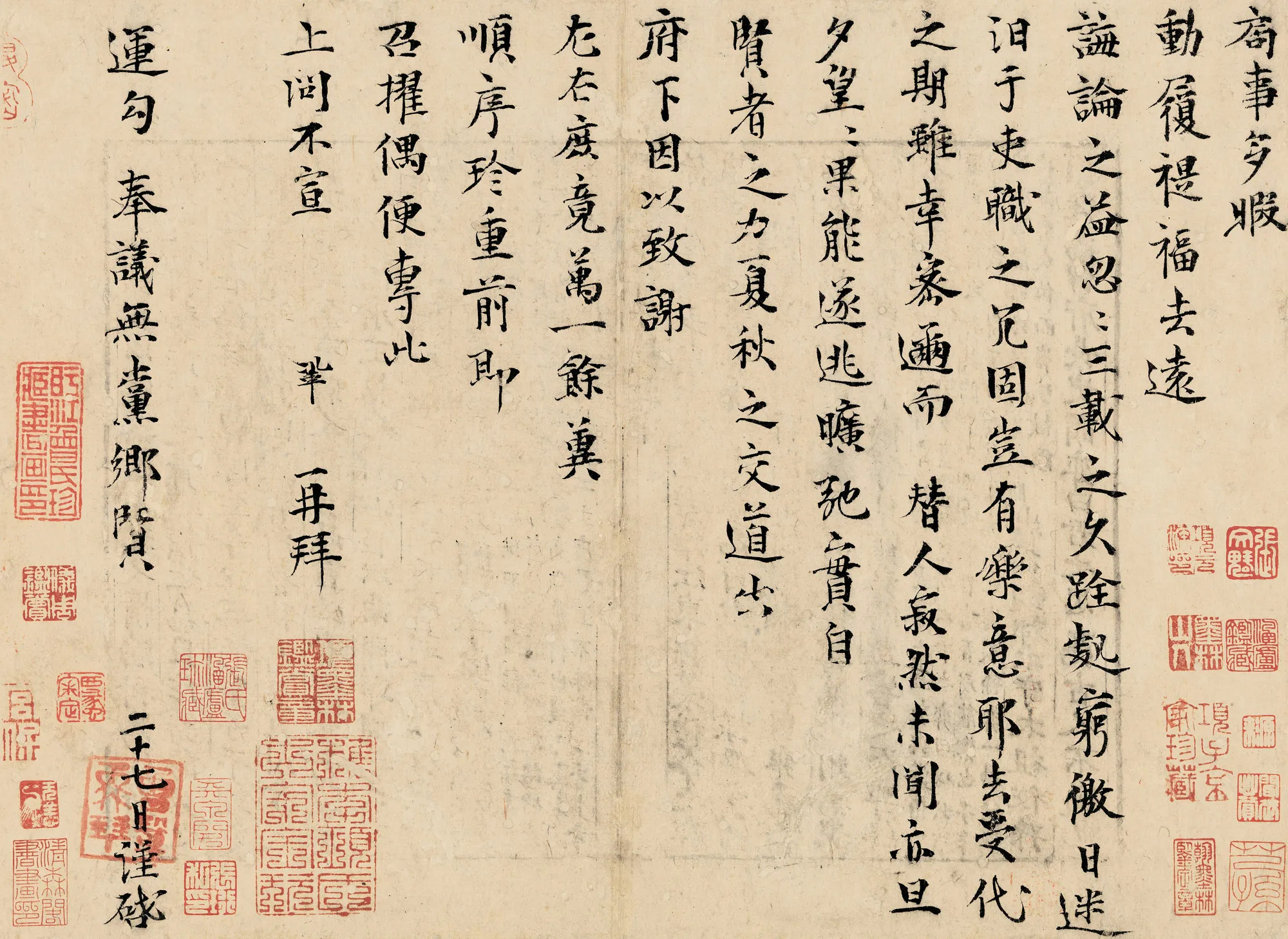
曾巩唯一传世墨迹《局事帖》

曾巩的文体风格为“古雅平正”，擅长引经据典；结构则平易理醇，章法开阖、承转、起伏、回环都有一定约束法度、严密、规矩。正因为其文章易于模仿和学习，他成为了唐宋文派和桐城派学习的首要对象。
彭渊材说道：“恨曾子固不能作诗”。自此说一起，曾巩“不能诗”即盛传于世，他自己的學生秦观也认为他不会作诗，另一個學生陈师道也说他“短于韵语”。這場筆墨官司一直延續至清朝。元初劉壎亦为曾巩的诗辩护说：“宋人诗体多尚赋而比兴寡，先生之诗亦然。故惟当以赋体观之，即无憾矣”。

## 家庭
十世祖：曾丞，为曾参第33代嫡传后裔。参见曾子家族东宗世系。
高祖：
- 曾延铎，唐代检校右散骑常侍[15]。

曾祖：
- 曾仁旺，赠尚书水部员外郎。

祖父：
- 曾致堯，字正臣，官至尚書戶部郎中。

父親：
- 曾易占，字不疑，太常博士。

兄弟姊妹：
- 曾曄，字茂叔，異母兄。母周氏。
- 曾宰，母弟。
- 曾肇，字子開，異母弟。母朱氏。
- 曾布，字子宣，異母弟。母朱氏。北宋嘉佑二年（1057年）與曾鞏同科中進士。

尚有母妹一人，及異母妹八人。
- 一妹妹夫鄆州平陰縣主簿關景暉。[16]
- 二妹妹夫揚州江都縣主簿王無咎。[17]
- 八妹曾德耀，字淑明；妹夫大理寺丞王幾。[18]
- 九妹曾德操，字淑文；妹夫殿中丞王幾。[19]

妻子：
- 正妻晁德儀，字文柔，光祿少卿晁宗恪之女。[20]
- 繼室李氏。

子女：
- 子 曾綰，元配晁氏生
- 子 曾綜，母晁氏
- 子 曾綱，續弦李氏生
- 女 曾慶老，母晁氏
- 女 曾興老，母李氏

## 評論
- 王安石：“曾子文章世稀有，水之江汉星之斗。”[10]
- 苏轼：“醉翁门下士，杂从难为贤；曾子独超轶，孤芳陋群妍。”[10]
- 秦观说：“人才各有分限，杜子美诗冠古今，而无韵者殆不可读；曾子固以文名天下，而有韵者辄不工。此未易以理推之也。”
- 陈师道说：“苏明允不能诗，欧阳永叔不能赋，曾子固短于韵语，黄鲁直烦于散语，苏子瞻词如诗，秦少游诗如词。”
- 朱熹说，“爱其词严而理正，居尝诵习”。[10]
- 元代方回說：“子固诗一扫崑体，所谓餖飣刻畫咸無之，平实清健，自为一家。”[21]
- 《明史·王慎中传》：“慎中为文，初主秦汉，谓东京之下无可取，已司欧、曾作文之法，乃尽焚旧作，一意师仿，尤得力于曾巩；顺之初不服，久亦变而从之。”[10]
- 钱锺书说：“一场笔墨官司直打到清朝，看来判他（曾巩）胜诉的批评家居多数”，就唐宋八大家而言，“他的诗远比苏洵、苏辙父子的诗好，七言绝句更有王安石的风致。”[22]

### 引用
1. ↑  《郓州平阴县主簿关君妻曾氏墓表》
2. ↑  《江都县主簿王君夫人曾氏墓志》
3. ↑  《曾氏女墓志銘》
4. ↑  《仙源縣君曾氏墓志銘》
5. ↑  「有司斂群才，操尺度，概以一法……雖有魁壘拔出之才……不中尺度，則棄不敢取……有司所操果良法邪……其大者固已魁壘，其於小者亦可以中尺度，而有司棄之，可怪也！」，「予初駭其文，又壯其志……予豈敢求生，而生辱以顧予……使知生者可以吊有司而賀余之獨得也。」—《送曾鞏秀才序》
6. ↑  嘉祐二年，欧阳文忠公考试礼部进士，疾时文之诡异，思有以救之。梅圣俞时与其事，得公《论刑赏》以示文忠。文忠惊喜，以为异人，欲以冠多士，疑曾子固所为，子固，文忠门下士也，乃置公第二。复以《春秋》对义居第一，殿试中乙科。—《东坡先生墓志铭》
7. ↑  《誠齋詩話》：“歐公知舉，得東坡之文驚喜，欲取為第一人；又疑為門人曾子固之文，恐招物議，抑為第二。”
8. ↑  欧阳修《与梅圣俞书》：“老夫当避路，放他出一头地也。”
9. 1 2  嘉祐二年，欧阳文忠公考试礼部进士，疾时文之诡异，思有以救之。梅圣俞时与其事，得公《论刑赏》以示文忠。文忠惊喜，以为异人，欲以冠多士，疑曾子固所为，子固，文忠门下士也，乃置公第二。复以《春秋》对义居第一，殿试中乙科。以书谢诸公，文忠见之，以书语圣俞曰：“老夫当避此人，放出一头地。”士闻者始哗不厌，久乃信服—《东坡先生墓志铭》
10. 1 2 3 4 5  . 凤凰网.   [2012年9月6日]. （原始内容存档于2020年5月26日） （中文（中国大陆））.
11. ↑  宋释惠洪《冷斋夜话》卷九
12. ↑  《东坡题跋·卷三·记少游论诗文》：“曾子固以文名天下，而有韵者辄不工，此未易以理推之也。”
13. ↑  陈师道：《后山诗话》
14. ↑  王士祯《池北偶谈》辩驳说：“刘渊才恨曾子固不能诗，今人以为口实。今观《类稿》中诸篇，亦荆公之亚，但天分微不及耳。若皇甫持正、苏明允、陈同父，乃真不能诗也。”
15. ↑  . jx.ifeng.com.   [2021-05-07]. （原始内容存档于2021-06-04）.
16. ↑  《鄆州平陰縣主簿關君妻曾氏墓表》
17. ↑  《江都縣主簿王君夫人曾氏墓誌》
18. ↑  《曾氏女墓誌銘》
19. ↑  《仙源縣君曾氏墓誌銘》
20. ↑  《亡妻宜興縣君文柔晁氏墓誌銘》
21. ↑  《瀛奎律髓》
22. ↑  《宋诗选注》